# 藤田尚弓
藤田 尚弓（ふじた なおみ）は、日本のコミュニケーション研究家、コラムニスト、コメンテーター、実業家。

## 人物
- コミュニケーション分野の研究を調査整理している人物。
- コミュニケーションデザインを研究する会社の経営者。株式会社アップウェブ代表取締役。
- 全国初の防犯専従職として警察署に勤務。モデル地区に指定された警察署の生活安全課にて、地域安全ニュースの発行、イベントやキャンペーンの企画立案など、防犯関連のコミュニケーションデザインを担当。民間企業を経て2006年より現職。大学や企業研修などで講師を務める他、コミュニケーション関連の企画・監修、ＴＶのコメンテーターなどを行っている。[1]
- 悪女学と称した、歴史上の人物の研究、働く女性の処世術などの発信を行っている。悪女学研究家としてテレビ出演、コラム執筆などを行っている。[2]
- 法政大学大学院客員教授、スクールオブビジネス東京非常勤講師を経て、現在は早稲田大学オープンカレッジで交渉の講師をしている。[3]

## 著書
- 銀座で学んだ稼ぐ人のシンプルな習慣（総合法令出版）
- 悪女の恋愛メソッド（大和出版）
- NOと言えないあなたの気くばり交渉術（2011年11月11日　ダイヤモンド社  ISBN 978-4478016725  ）
- 悪女の仕事術（2010年1月16日　ダイヤモンド社　ISBN 978-4478011294 ）

## コラム等
- 「悪女の切り札」（全15回）　講談社コミックKISS
- 時代の空気を経営のヒントに！Keep Watch（全10回）[4]
- 「悪女の処世術」（全12回）
- ビジネスシーンにおける話し方・伝え方（連載中） [5]
- 時事コラムNews dig
- NTT docomo iコンシェル
- へるすあっぷ21 「よい人間関係をむすぶひとこと」（連載中）
- maico （連載中）
- For M 「熱男のお悩み相談室」（連載中）
- Citrus　（連載中）

## TV出演等
- Rの法則
- スクール革命！
- 五時に夢中
- ZIP！
- 上沼・高田のクギズケ！
- ジョブチューン
- アレはすごかった！
- 驚き！ニッポン新常識
- ビーバップハイヒール
- ガチャガチャＶ６
- ミュージックジャパン
- ホンマでっか？！ＴＶ
- 壇蜜学園
- 有吉VS花の熟女バトル
- なるほどハイスクール
- 幸せボンビーガール
- 嵐を呼ぶ！あぶない熟女
- めざせ会社の星
- なんだ君は？！
- やじうまテレビ
- たけしのニッポンのミカタ
- くだまき八兵衛
- Ｎスタ
- その顔が見てみたい
- ドキュメントナウ
- 新トーキョー人の選択
- 全力！脱力タイムズ